# 熊本宇土道路
熊本宇土道路（くまもとうとどうろ）は、熊本県熊本市南区から宇土市へ至る約3.8 kmの国道57号のバイパス道路である。
地域高規格道路熊本天草幹線道路の一部を構成する自動車専用道路である。

## 概要
- 区間 : 熊本市南区海路口町 - 宇土市城塚町
- 延長 : 3.8 km
- 構造規格 : 第1種第3級
- 設計速度 : 80 km/h
- 車線数 : 4車線
- 幅員 : 20.5 m

## インターチェンジなど
- 海路口IC（熊本県道234号天明川尻線）
- 緑川大橋
- 城塚IC（国道57号）